# Oribatula galula
Oribatula galula är en kvalsterart som först beskrevs av Sandór Mahunka 200.  Oribatula galula ingår i släktet Oribatula och familjen Oribatulidae. Inga underarter finns listade i Catalogue of Life.